# Хере
Хере (њем. Heere) општина је у њемачкој савезној држави Доња Саксонија. Једно је од 37 општинских средишта округа Волфенбител. Према процјени из 2010. у општини је живјело 1.178 становника. Посједује регионалну шифру (AGS) 3158018.

## Географски и демографски подаци
Хере се налази у савезној држави Доња Саксонија у округу Волфенбител. Општина се налази на надморској висини од 115 метара. Површина општине износи 15,3 km². У самом мјесту је, према процјени из 2010. године, живјело 1.178 становника. Просјечна густина становништва износи 77 становника/km².